# Eric Lomax
Eric Sutherland Lomax (ur. 30 maja 1919 w Edynburgu – zm. 8 października 2012 w Berwick-upon-Tweed) – oficer Armii Brytyjskiej, jeniec wojenny, pisarz.

## Wczesne życie
Lomax urodził się 30 maja 1919 r. w Edynburgu. W wieku 16 lat opuścił szkołę i rozpoczął pracę na poczcie.

## Służba wojskowa
Lomax w roku 1939 dołączył do Królewskiego Korpusu Łączności. Następnie odbył szkolenie w 152. Jednostce Szkoleniowej Podchorążych, po którym uzyskał stopień podporucznika dnia 28 grudnia 1940. Jako oficer korpusu łączności został dołączony do 5. Pułku Królewskiej Artylerii. Jako porucznik został pojmany przez Japończyków po kapitulacji Singapuru w lutym 1942 roku. Wraz z innymi jeńcami trafił do obozu jenieckiego w Changi. Następnie został przeniesiony do Kanchanaburi w Tajlandii, gdzie był zmuszony do budowy Kolei Birmańskiej, zwanej – ze względu na liczbę ofiar pochłoniętych w czasie jej budowy – Koleją Śmierci. W 1949 przyznano mu Efficiency Medal oraz otrzymał honorowy stopień kapitana. Opuścił armię w 1955.

## Późniejsze lata
Studiował zarządzanie, pracował w Scottish Gas Board i na University of Strathclyde. Przeszedł na emeryturę w 1982.
Późniejsze lata życia Lomaxa obejmowały pojednanie z Takashim Nagase, oprawcą z czasów, gdy Lomax był jeńcem w japońskiej niewoli. Nagase opisał swoje doświadczenia wojenne i powojenne w książce Crosses and Tigers, a także sfinansował budowę buddyjskiej świątyni, by odpokutować za popełnione w czasie wojny czyny. Spotkanie między dwoma mężczyznami zostało zarejestrowane w ramach prac nad filmem dokumentalnym Enemy, my friend? (1995) Mike’a Finlasona.

## Życie osobiste
Lomax poślubił swoją pierwszą żonę Agnes (Nan) 20 listopada 1945. Mieli troje dzieci: Lindę May (14 grudnia 1946 – 13 grudnia 1993), Erica (ur. 18 czerwca 1948, zmarł po urodzeniu) i Charmaine Carole (ur. 17 czerwca 1957).
W 1980 poznał kanadyjską pielęgniarkę Patricię Wallace (Patti), młodszą od niego o siedemnaście lat. Patti przeprowadziła się z Kanady do Wielkiej Brytanii w 1982. Lomax rozwiódł się z Nan kilka miesięcy później i ożenił się z Patti w 1983.

## Autobiografia i jej adaptacje
Lomax napisał swoją autobiografię, która ukazała się w 1995 pod tytułem The Railway Man.
Książka została sfilmowana pod tym samym tytułem. Reżyserii podjął się Jonathan Teplitzky, a w rolę Erica Lomaxa wcielili się Colin Firth (jako starszy Lomax) oraz Jeremy Irvine (jako młody Lomax), natomiast Nicole Kidman zagrała jego drugą żonę – Patti.
Książka Lomaxa została nagrodzona w 1996 NCR Book Award oraz PEN/Ackerley Prize.

## Twórczość
- The Railway Man (1995, pol. wyd.: Droga do zapomnienia, tłum. Dorota Malina, Znak Literanova 2014).